# Under Cöver
Under Cöver è un album di cover del gruppo musicale britannico Motörhead, pubblicata il 1º settembre 2017 dalla Motörhead Music e dalla Silver Lining Music Ltd..
Si tratta della seconda uscita postuma del gruppo da quando Lemmy Kilmister è morto nella fine del 2015 e contiene una selezione di reinterpretazioni dei Motörhead realizzate durante l'ultima incarnazione della formazione, composta da Kilmister, Mikkey Dee e Phil Campbell, e, solo nelle due tracce del 1992 anche Würzel.

## Descrizione
Fare un album di cover, come dichiarato da Dee, era stato da tanto tempo nei piani del gruppo, nella fattispecie una selezione di dodici brani consistenti in quattro scelte per membro. Il progetto ovviamente non è mai andato in porto vista l'improvvisa morte di Kilmister, ma i restanti componenti hanno comunque voluto pubblicare il disco (vista la loro tradizione di pubblicare un album ogni due anni), composto però di cover già fatte in passato, materiale mai pubblicato ufficialmente (Rockaway Beach) e materiale completamente inedito (Heroes).
Il disco si apre con Breaking the Law, canzone originariamente dei Judas Priest, registrata e pubblicata originariamente nel 2008 per l'album tributo Hell Bent Forever: A Tribute to Judas Priest e finora assente dalla discografia ufficiale del trio.
God Save the Queen è invece la nota cover dei Sex Pistols. La traccia, già pubblicata a suo tempo nel 2000 nel disco We Are Motörhead è stata il primo singolo estratto dalla raccolta, il 21 luglio 2017 con una nuova copertina, solo in formato digitale.
La terza traccia si intitola Heroes, e ovviamente non ha niente a che vedere con la canzone pubblicata nel disco del 2008 Motörizer, è bensì l'unico vero inedito di questo album e niente meno che la reinterpretazione del noto singolo di David Bowie. Il brano è stato reinterpretato nel 2015, durante le registrazioni dell'album Bad Magic, e quindi era rimasto inedito fino al 3 agosto 2017, giorno in cui è uscito il videoclip ufficiale e il singolo. Inoltre è stato annunciato anche come inno ufficiale della prossima edizione del popolare festival metal Wacken Open Air, nel 2018.
Il quarto pezzo è Starstruck, cover dei Rainbow già pubblicata nel 2014 nell'album tributo dedicato al compianto Ronnie James Dio This Is Your Life. Qui la band è accompagnata da Biff Byford dei Saxon. Le due tracce successive provengono dall'album del 1992 March ör Die, la prima è una cover di Ted Nugent, mentre la seconda dei The Rolling Stones); questi ultimi ulteriormente reinterpretati anche con la canzone successiva, Sympathy for the Devil, pezzo però tratto dalle sessioni di Bad Magic.
L'ottava traccia è Hellraiser, brano scritto da Ozzy Osbourne, Lemmy Kilmister e Zakk Wylde. Osbourne la registrò per il suo album del 1991 No More Tears, mentre i Motörhead la registrarono pochi mesi più tardi come parte della colonna sonora del film Hellraiser III e in seguito la pubblicarono nel 1992 in March ör Die. Dunque, essendo Kilmister un coautore del brano, sarebbe improprio considerare quest'ultimo come una cover.
L'album prosegue con Rockaway Beach dei Ramones, canzone originariamente registrata nel 2002 ma finora mai veramente pubblicata, almeno ufficialmente. La decima canzone è una cover dei Twisted Sister, Shoot 'Em Down, pubblicata nel loro disco tributo del 2001 Twisted Forever: A Tribute to the Legendary.
Chiude l'album Whiplash dei Metallica, cover del 2005 con la quale la band vinse il suo primo e unico Grammy Award. La canzone era stata finora pubblicata solo in un album tributo al gruppo thrash metal e nelle edizioni limitate del diciottesimo album Kiss of Death.

## Tracce
1. Breaking the Law – 2:33 – originariamente interpretata dai Judas Priest
2. God Save the Queen – 3:19 – originariamente interpretata dai Sex Pistols
3. Heroes – 4:37 – originariamente interpretata da David Bowie
4. Starstruck – 4:06 – originariamente interpretata dai Rainbow
5. Cat Scratch Fever – 3:54 – originariamente interpretata da Ted Nugent
6. Jumpin' Jack Flash – 3:19 – originariamente interpretata dai The Rolling Stones
7. Sympathy for the Devil – 5:35 – originariamente interpretata dai The Rolling Stones
8. Hellraiser – 4:33
9. Rockaway Beach – 2:17 – originariamente interpretata dai Ramones
10. Shoot 'Em Down – 3:53 – originariamente interpretata dai Twisted Sister
11. Whiplash – 3:49 – originariamente interpretata dai Metallica

## Formazione
Gruppo
- Lemmy Kilmister – voce, basso
- Phil "Zööm" Campbell - chitarra, cori
- Michael "Würzel" Burston - chitarra, cori (tracce 5, 6 e 8)
- Mikkey Dee – batteria

Altri musicisti
- Biff Byford – voce in Starstruck

## Classifiche
| Classifica (2017) | Posizione massima |
| ----------------- | ----------------- |
| Australia         | 57                |
| Belgio (Fiandre)  | 32                |
| Belgio (Vallonia) | 49                |
| Germania          | 4                 |
| Italia            | 62                |
| Paesi Bassi       | 87                |
| Regno Unito       | 19                |
| Svezia            | 11                |